# Giuseppe Carcani
Giuseppe (Gioseffo) Carcani o Carcano (Crema, 1703 – Piacenza, fine gennaio 1779) è stato un compositore e organista italiano.

## Biografia
Giuseppe Carcani nel 1739 (la data precisa non è nota) succedette a Johann Adolf Hasse nella posizione di maestro di cappella dell'Ospedale degli Incurabili di Venezia e il 4 settembre 1744 acquisì la stessa posizione presso la Cattedrale di Piacenza (in precedenza tenuta da Giovanni Battista Benzoni), città nella quale rimase fino alla morte. Dal 1744 al 1760 fu inoltre direttore della cappella della Chiesa di San Giovanni in Canale (sempre come successore di Benzoni) e divenne una personalità musicale di spicco nell'ambito della corte borbonica di Piacenza e Parma, presso la quale presiedeva alle diverse funzioni musicali, sia ufficiali che private. Nonostante ciò egli non fu molto gradito dal primo ministro Guillaume du Tillot, tant'è che 1760 costui ordinò che Giuseppe Carcani venisse sostituito nella carica di direttore musicale della Congregazione di Sant'Alessandro dal figlio Giacomo. In una lettera datata 15 giugno 1768 Hasse espresse il desiderio che Carcani ritornasse agli Incurabili.

## Considerazioni sull'artista
Carcani, compositore tutt'oggi dimenticato, fu elogiato dal musicologo Francesco Caffi come un valente scrittore di teatro e venne riportato dal librettista Giuseppe Carpani come uno dei contemporanei italiani di (A.) Scarlatti come compositore di sinfonie a primo e basso e non più e sonate, insieme ad altri venerandi padri della bella musica. Carpani descrive le sue composizioni come prive di uno stile personale e rispecchianti il gusto musicale dell'epoca. La sua musica strumentale, incline verso la scuola milanese, riflette la transizione tra la maniera tipica del barocco e le nuove tendenze musicali, dimostrando alcune idee piacevoli e una certa abilità tecnica. Le sue arie operistiche seguono lo stile di quelle di Hasse senza però possedere il loro dono musicale.

## Composizioni

### Opere
- Demetrio (libretto di Pietro Metastasio, 1742, Crema)
- Ambleto (libretto di Apostolo Zeno e Pietro Pariati, 1742, Venezia)
- Alcibiade (libretto di Aurelio Aureli, 1746, Venezia)
- Artaserse (libretto di Pietro Metastasio, 1748, Piacenza)
- Alcuni avvenimenti di Telemaco figliuolo d'Ulisse, re d'Itaca (1749, Piacenza)
- Il Tigrane (libretto di Carlo Goldoni, 1750, Milano)
- Arianna e Teseo (libretto di Pietro Pariati, 1759, Verona)

### Altra musica vocale secolare
- La concordia del Tempo colla Fama (cantata per 7 voci e strumenti, 1740, Venezia, Ospedale degli Incurabili)[4]
- Il trionfo della gloria (cantata per 4 voci, coro e strumenti, testo di B. Giovanazzi, 1745, Piacenza)
- Serenada per 4 voci, coro e strumenti (1749, Piacenza)
- Nò, nò, credilo, Clori (cantata per 1 voce e strumenti)

### Musica sacra
- Giuditta figura di Cristo, di Maria e della Chiesa (oratorio, 1745, Foligno)
- Santa Barbara (oratorio, 1760, Venezia)
- Pastorale per la natività di Gesù Cristo (oratorio, Venezia)
- Cum invocarme per 4 voci e strumenti
- Gloria in excelsis per 4 voci e strumenti
- Laudate pueri per 4 voci e strumenti
- Nisi Dominus per 3 voci e strumenti
- 35 mottetti

### Musica strumentale
- Sinfonia per 2 violini e basso (1747)
- Sinfonia
- Sonata a 3 per 2 flauti e basso (1750 ca.)
- Sonata in 3 parti per 2 violini e basso continuo (1760 ca.)
- Quintetto in sol magg. per 2 flauti/violini, 2 corni e basso continuo
- Concertino notturno per 2 violini e basso continuo
- Movimento in fa magg. per clavicembalo (1746)